# 299518 Metchev
299518 Metchev è un asteroide della fascia principale. Scoperto nel 2006, presenta un'orbita caratterizzata da un semiasse maggiore pari a 2,2602990 au e da un'eccentricità di 0,0718799, inclinata di 1,98140° rispetto all'eclittica.